# Francia Királyság
A Francia Királyság (franciául: Royaume de France) egy történelmi feudális, majd abszolutista monarchia, az európai történelem egyik legerősebb és legmeghatározóbb nagyhatalma a közép- és kora újkor során. A Nyugati Frank Királyság jogutódjaként jött létre Capet Hugó megkoronázásával 987-ben, és 1792-ig, a francia forradalom során kikiáltott Első Köztársaságig állt fenn. Bonaparte Napóleon veresége és a Francia Császárság bukása után, 1814-ben a Bourbon-restauráció alkotmányos monarchiaként visszaállította a királyságot, ami az 1848. februári forradalomig és I. Lajos Fülöp király lemondásáig tartott.

## Történet

### Nyugati Frank Királyság
Nagy Károly uralmának vége felé a vikingek a Frank Királyság északi és nyugati határait fenyegették. Az uralkodó 814-ben bekövetkezett halálát követően az örökösei nem tudták egyben tartani a birodalmat, és ez belső feszültségekhez vezetett. A 843-ban megkötött verduni szerződésben a birodalmat három részre osztották, ennek során Kopasz Károly kapta meg a Nyugati Frank Királyságot, melyből később kialakult a Francia Királyság. Kopasz Károlyt 869-ben Lotaringia királyává is koronázták, de 870-ben a meerseni szerződéssel kénytelen volt a tartomány jelentős részét átengedni fivéreinek.
Eközben a vikingek rendszeresen betörtek, felhajózva a Loire és Szajna folyókon rettegésben tartva a vidéket is. Együgyű Károly (898-922) uralma alatt a többször a segítségére siető normannok vezérét, Rollót őrgróffá tette, és tartományt hozott létre Normandia néven.

### Kora középkor
A Karolingokat is utolérte a végzet a X. század végén: évtizedekig tartó viszálykodások után a családnak nem maradt egyenes ági leszármazottja. Így 987-ben egy oldalági rokont, Capet Hugót választották királynak, aki megalapította a Capeting-dinasztiát. A család leágazásaival, a Valois- és Bourbon-házakkal egészen a királyság bukásáig, több mint 800 évig uralkodott. Az új uralkodó szakított a királyválasztás addigi szokásával, és fiát társuralkodónak megtéve egyben örökösévé is nyilvánította őt.
Ebben az időszakban a király közvetlen hatalma csak a Szajna-vidék középső részére és annak közvetlen környezetére terjedt ki, ugyanis erős tartományurak birtokoltak hatalmas területeket a királyságban, őket pedig jellemzően kisebb nemesek szolgáltak hűbéri rendszerben.
A Szajna alsó részének hovatartozása hamarosan vita tárgyát képezte, ugyanis amikor Hódító Vilmos 1066-ban meghódította Anglia királyságát, egyszerre lett egy ország ura, és Normandia révén a francia király hűbérese. Ez nem kevés feszültséget okozott, főként amikor a franciák nyíltan támogatták Róbertet, Vilmos fiát az angol trónviszály során.
II. Henrik angol király egyszerre örökölte meg Normandia hercegségét és Anjou grófságát, és elvette feleségül Aquitániai Eleonóra volt francia királynőt is, aki Délnyugat-Franciaországban rendelkezett hatalmas birtokokkal. Később neje és annak négy gyermeke fellázadt ellene, Henrik azonban leverte a lázadást, Eleonórát bebörtönöztette, Bretagne uralkodóját a vazallusává tette, és az a helyzet állt elő, hogy Franciaország nyugati részének jelentős részét uralma alatt tartva nagyobb hatalma volt francia földön, mint a francia királynak magának. Csakhogy az angol örökösödési viszályok következtében meggyengült a hatalmuk, így II. Fülöp király könnyűszerrel visszaszerezte hatalmát. 1214-re mindössze a délnyugati Guyenne állt angol fennhatóság alatt.

### Késő középkor és a százéves háború
A középkori Francia Királyság ereje teljében IV. (Szép) Fülöp idején volt, ám utódai közül egy sem hagyott hátra örököst. IV. Károly 1328-ban bekövetkezett halálával kihalt a Capetingek ága. A száli frankok törvénye alapján nő nem örökölhette a francia trónt, Szép Fülöpnek pedig egyetlen élő gyermeke maradt csak hátra: Izabella, Anglia királynéja. Ennek megfelelően a trón III. Fülöp unokájára, Charles de Valois fiára szállt, aki az első Valois-uralkodóként VI. Fülöp néven lépett a trónra. Ez a lépés hatalmas külpolitikai feszültségekkel járt, főként Angliával szemben. III. Eduárd király ugyanis anyja jogán magának követelte a francia trónt, és ez vezetett ahhoz a hosszú és kimerítő háborúskodáshoz, amelyet ma százéves háború néven ismerünk. Háborúk, parasztlázadások tizedelték a népet, ráadásul éppen ebben az időszakban söpört végig a kontinensen a pestisjárvány, melynek köszönhetően a királyság hatalmas veszteségeket szenvedett.

### Reneszánsz és reformáció
A XV. század végétől a királyi hatalom ismét megerősödött. Létrejöttek a modern közigazgatás alapjai és virágzott olasz hatásra a kultúra is. Az erős fiskális rendszer lehetővé tette, hogy a francia uralkodó a nemesség megtörése okán is saját hadsereget tartson fenn. A százéves háborút követően VIII. Károly király három békeszerződést írt alá legnagyobb ellenségeivel: VII. Henrik angol királlyal, II. Ferdinánd aragóniai királlyal, és I. Miksa német-római császárral. Ez a három béke szavatolta azt. hogy Franciaország belekezdhessen az itáliai háborúkba, mely közel hatvan évig tartott. Ezzel indult el Franciaország a modern nemzetté válás útján. A háborúskodás sok eredményt nem hozott a franciák számára, jobbára csak a spanyol Habsburgok hatalmát erősítette meg. Eközben 1539-ben I. Ferenc király a villers-cotterêts-i rendelet révén hivatalos nyelvvé tette a franciát, továbbá fontos döntéseket hozott az igazságszolgáltatás terén.
Alig értek véget az itáliai háborúk, máris újabb belső konfliktusokkal és gazdasági nehézségekkel nézett szembe a királyság. Az egyházi méltóságok kinevezésével kapcsolatos, a pápasággal kötött konkordátum után nem sokkal Franciaország a reformáció által komolyan érintett területté vált. A főként városlakókból álló népes protestáns vallási kisebbség, a hugenották főként II. Henrik uralkodása alatt szenvedtek elnyomástól. Henrik király tragikus halálát követően özvegye, Medici Katalin és fiai, II. Ferenc, IX. Károly, és III. Henrik uralkodtak. Ebben az időben a vallási ideológiák mentén szerveződő polgárháború zajlott, melybe még német, angol és spanyol csapatok is beavatkoztak, ki-ki a katolikusok illetve a protestánsok oldalán. A hugenották az abszolút monarchia ellenségei voltak, és úgy vélték, joguk van fellázadni a zsarnokság ellen.
A háborúskodás 1589-ben ért véget, amikor a három Henrik háborújában megölték III. Henrik francia királyt, és ezzel kihalt a Valois-ház. III. Henrik utódjául nevezte meg halála előtt Navarrai Henriket, aki távoli ősei révén szintén a Capetingek családjából származott. Az egyetlen probléma csak az volt, hogy a választott uralkodó protestáns hitű volt, ezért mielőtt IV. Henrik néven megkoronázták volna, áttért a katolikus hitre. Nem sokkal trónra lépését követően kiadta a nantes-i ediktumot, melyben megszüntette a hugenották üldözését, vallásszabadságot és jog előtti egyenlőséget biztosítva nekik.

### A kora újkor
A XVII. század során Franciaország elindult az európai hegemónia útján. Nagyfokú nyitottságot tanúsítottak a világra: elkezdtek kereskedni Indiával és Madagaszkárral, megalapították az amerikai kontinensen Quebec városát, a Nagy-tavak és a Mississippi vidékén kolóniákat hoztak létre, a Karib-tenger térségében a szigeteken pedig ültetvényeket. IV. Henrik fia, XIII. Lajos és a minisztere, Richelieu bíboros politikája Spanyolország és a német-római császár érdekeivel állt szemben, a köztük kialakuló konfliktus pedig a harmincéves háborúban csúcsosodott ki 1618 és 1648 között. A háború a vesztfáliai békével ért véget és a Német-római Birodalmat végérvényesen széttagolta, de Franciaország is megsínylette azt: a beszedett sarcok és az államhatalom fokozatos kiterjesztése vonta magával azt az elégedetlenségi hullámot, melynek a Fronde néven ismert felkelés lett a vége. A felkelést és az akkor már évek óta tartó spanyol-francia háborút is lezárta a pireneusi béke 1659-ben, melynek révén Franciaország megtörte a spanyolok hegemóniáját, ráadásul belpolitikailag is utat nyitott ahhoz, hogy megakadályozza egy jövőbeli nemesi felkelés megszervezését. Ez vezetett az abszolút monarchia megteremtéséhez.
Ez az abszolút monarchia, melyet francia földön később mint Ancien Régime, "régi rend" emlegettek, magában hordozott egy sor társadalmi, szociális, és politikai változást, ugyanakkor fenntartott egy sor történelmileg kialakult előjogot is. XIV. Lajos idején Franciaország lett az európai kontinens vezető hatalma. Ekkor nőtt meg a hadsereg és a hadiflotta létszáma is, mely kisebb hadakozásokban is részt vett, s azzal járt, hogy több ország uralkodói is ellenségesen tekintettek a franciákra, s a kincstár is eladósodott. XIV. Lajos törekvése az volt, hogy mivel a teóriája szerint a királyi hatalmat Istentől kapta, így nagyfokú központosítást végzett a francia állam szervezetében, Párizs központtal. A nemesség ellenállásának letörése után a katolikus vallás kizárólagossága mellett tette le a voksát, ami azzal járt, hogy számos francia protestánsnak menekülnie kellett hazájából az újjáéledő zaklatások miatt. 1700-ban, miután II. Károly spanyol király meghalt, Franciaország bekapcsolódott a spanyol örökösödési háborúba. A tizenhárom évig tartó csatározások azzal értek véget, hogy a felek belementek, hogy Spanyolország trónjára Bourbon-uralkodó ülhet, azzal a feltétellel, hogy a két királyság sohasem egyesülhet és nem léphetnek perszonálunióra sem.
Ezt követően már XV. Lajos került a francia trónra, aki egy viszonylag békés időszakban uralkodott. A nagy háborúkban kimerült Európában néhány évtizedig nem történt nagyobb konfliktus, egészen az 1740-es osztrák örökösödési háborúig. Franciaország ekkor a korábban ősellenségnek számító Habsburg Birodalommal fogott össze, hogy aztán közösen lépjenek fel a megerősödött Nagy-Britannia és Poroszország ellen a hétéves háborúban. A háborúban Franciaország elvesztette észak-amerikai kolóniái java részét.
Ekkor már gyűltek a társadalmi feszültségek a királyság és a fennálló rend ellen. XV. Lajos népszerűtlen uralkodó volt szexuális kicsapongásai miatt, de azért is, mert gyenge volt, és neki köszönhetően vesztették el Kanadát a franciák. Hatvan év uralkodás után halt meg, a francia állam pedig ekkor ott tartott, hogy az ipari forradalom még nem tört be az országba, de az embereknek elege lett a korábbi rendből, amely bár eltörölte a feudalizmust, de mégis számos elemében továbbra is éltette azt. XV. Lajost XVI. Lajos követte a trónok, aki uralkodása elején népszerű volt, de az 1780-as évek eseményei alaposan megtépázták ezt. A királyi udvart övező botrányok mellett nem volt túl népszerű osztrák felesége, Marie Antoinette miatt sem, és azért sem, mert az amerikai függetlenségi háborúban nagy összegekkel támogatta a 13 gyarmatot. Az eladósodott kincstár reformokkal próbálkozott, mely széles körű ellenállásba ütközött, amelyet csak elmélyített az 1788-as kemény tél. Az 1789-es francia forradalom előestéjén Franciaország már egy puskaporos hordó volt, amit társadalmi-szociális feszültségek és a kincstár teljes eladósodása készültek berobbantani.
1791. szeptember 3-án, a francia forradalom fordulatai miatt 948 év után megszűnt a klasszikus abszolút monarchia, és helyette létrejött az alkotmányos monarchia. De ez sem tartott sokáig, mert 1792. szeptember 21-én a köztársaság kikiáltásával ez is megszűnt. Az események felgyorsulásával XVI. Lajost előbb lemondatták, majd 1793. január 21-én kivégezték. Ezt követően véres rémuralom, a Direktórium időszaka, majd Napóleon császársága volt az, amely két évtizedig tartóan befolyásolta a francia történelmet.

### A királyság restaurációja
1814-ben az európai nagyhatalmak koalíciója megdöntötte Napóleon császárságát, így a Bourbon-ház még élő tagjai formálhattak igényt a trónra. Ez az időszak ekkor még rövid volt, ugyanis Napóleon visszatért egy rövid időre, mielőtt újra száműzték volna. 1815-ben így megkoronázhatták XVIII. Lajost. A király úgy döntött, az Ancien Régime restaurálása helyett a francia forradalom vívmányaival egyesítve azt új rendet hoz létre. Létrejöhetett a parlament és az alkotmány. Uralkodása mégis terhes volt, mert a liberális gondolkodók a polgárosodást támogatták, a nemesség és a papság viszont elutasították a forradalom vívmányait. Haláláig sikerült a két csoport között egyensúlyt tartania.
Utódja, X. Károly 1824-ben lépett a trónra, aki viszont a katolikus egyházat és a királypártiakat támogatta, koronázása és uralkodási stílusa pedig sok tekintetben a régi időket idézte. Uralma alatt sűrűbben cenzúrázták az újságokat, támogatták a francia emigránsokat, és az egyházat védő törvényeket készítettek elő. Emellett beavatkozott Franciaország a görög függetlenségi háborúba és Algéria meghódítása felé is megtörténtek az első lépések. Amikor 1830-ban az elégedetlenség a tetőfokára hágott, a hírhedt júliusi rendeletekkel X. Károly feloszlatta a képviselőházat, megnyirbálta a parlament jogait és az abszolút monarchia visszaállítása felé tett lépéseket. Ez elégedetlenséghez vezetett, majd egy forradalom kitöréséhez.

### Az 1830-as forradalom és a vég
X. Károly kénytelen volt lemondani azzal, hogy utódjául fiát nevezte meg, aki XIX. Lajos néven mindössze 20 percig uralkodott. Helyette unokáját kívánták a trónra juttatni a királypártiak V. Henrik néven, akinek trónigénye névleges volt csupán és mindössze egy hétig tartott. Helyette augusztusban az orléans-i herceget, Lajos Fülöpöt választották meg királynak, akit "polgárkirálynak" is neveztek. A klasszikus Bourbon-zászló helyett visszatért a trikolór, és egy új alkotmányt is elfogadtak. Franciaország tovább terjeszkedett Guinea, Gabon, Madagaszkár, Mayotte és Tahiti vidékén, emellett Algériát is a befolyása alá vonta.
Az ígéretek ellenére azonban olyan sok minden nem változott. A régi nemesség helyét átvette a városi polgárság, a munkásságot pedig kizárták a választójogból. A júliusi monarchia fennállása alatt végig politikai botrányoktól és pénzügyi válságtól volt terhes. Az uralmat egyszerre támadták a köztársaságpártiak, a bonapartisták, és a Bourbon-ház uralmáért küzdő legitimisták. A király megpróbálta ezeket a hangokat elnyomni, de amikor 1848 februárjában megpróbálta feloszlatni az ellene szervezkedő értelmiségi köröket, újra kitört a forradalom. Miután a Nemzeti Gárda is átállt a felkelők oldalára, Lajos Fülöp lemondott és Angliába menekült. 1848. február 24-én kikiáltották a Második Köztársaságot, ezzel újra megszűnt a királyság, és bár a Harmadik Köztársaság ideje alatt próbálkoztak annak helyreállításával, többé sosem koronáztak meg francia királyt.

## Fordítás
- Ez a szócikk részben vagy egészben  a   Royaume de France című francia Wikipédia-szócikk fordításán alapul.  Az eredeti cikk szerkesztőit annak laptörténete sorolja fel. Ez a jelzés csupán a megfogalmazás eredetét és a szerzői jogokat jelzi, nem szolgál a cikkben szereplő információk forrásmegjelöléseként.